# Bengaals konijn
Het Bengaals konijn (Caprolagus hispidus)  is een zoogdier uit de familie van de hazen en konijnen (Leporidae). De wetenschappelijke naam van de soort werd voor het eerst geldig gepubliceerd door Pearson in 1839.

## Kenmerken
Het Bengaals konijn heeft een ruige, donkerbruine vacht. Hij heeft korte oren en zijn achterpoten zijn niet veel langer dan de voorpoten.

## Leefwijze
Dit solitaire of in paren levende dier bevindt zich tussen het hoge "olifantengras" waarvan hij ’s nachts de zachte scheuten en wortels eet. Hij graaft geen hol maar zoekt beschutting in de vegetatie.

## Voortplanting
Het vrouwtje werpt waarschijnlijk 2 of 3 keer per jaar 2 tot 5 jongen, hetgeen niet veel is voor een haasachtige.

## Verspreiding
Deze soort komt voor in de open habitats van Zuid-Azië, met name in Bangladesh, India en Nepal.

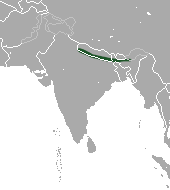
Verspreidingsgebied van het Bengaals konijn